# Mali Podol
Mali Podol (tudi samo Podol) je zaselek na nad severozahodno obalo Vranskega jezera na otoku Cres, ki upravno spada pod mesto Cres; le-ta pa spada pod Primorsko-goransko županijo.. Dostop do kraja, katerega središče je mogočna murva in majhna kapelica, obešena na njeno deblo, je po asfaltni cesti iz Valuna. Preko Podola vodi pot v turistično mnogo bolj obiskovane Lubenice. Druga pot vodi mimo opuščenega zaselka Veliki Podol po zahodni strani Vranskega jezera do zaselka Grmov (od tam pa proti Hrasti oziroma Martinšćici).

## Demografija
| Pregled števila prebivalcev po letih | Pregled števila prebivalcev po letih | Pregled števila prebivalcev po letih | Pregled števila prebivalcev po letih | Pregled števila prebivalcev po letih | Pregled števila prebivalcev po letih | Pregled števila prebivalcev po letih | Pregled števila prebivalcev po letih | Pregled števila prebivalcev po letih | Pregled števila prebivalcev po letih | Pregled števila prebivalcev po letih | Pregled števila prebivalcev po letih | Pregled števila prebivalcev po letih | Pregled števila prebivalcev po letih | Pregled števila prebivalcev po letih |
| ------------------------------------ | ------------------------------------ | ------------------------------------ | ------------------------------------ | ------------------------------------ | ------------------------------------ | ------------------------------------ | ------------------------------------ | ------------------------------------ | ------------------------------------ | ------------------------------------ | ------------------------------------ | ------------------------------------ | ------------------------------------ | ------------------------------------ |
| 1857                                 | 1869                                 | 1880                                 | 1890                                 | 1900                                 | 1910                                 | 1921                                 | 1931                                 | 1948                                 | 1953                                 | 1961                                 | 1971                                 | 1981                                 | 1991                                 | 2001                                 |
| 65                                   | 65                                   | 73                                   | 66                                   | 69                                   | 68                                   | 54                                   | 59                                   | 65                                   | 69                                   | 38                                   | 21                                   | 14                                   | 5                                    | 4                                    |